# 西部女性会館駅
西部女性会館駅（ソブヨソンフェグァンえき）は、大韓民国仁川広域市西区石南洞にある仁川交通公社（仁川都市鉄道）2号線の駅である。駅番号はI214。

## 駅構造
相対式ホーム2面2線の地下駅である。

### のりば
| 上り | ●2号線 | 黔岩・黔丹梧柳方面       |
| 下り | ●2号線 | 朱安・仁川市庁・雲宴方面 |

## 駅周辺
- 仁川広域市西部女性会館
- 仁川石南中学校
- 仁川保健高等学校
- 仁川天馬初等学校
- 仁川石南西初等学校
- 石南2洞住民センター
- 石南119安全センター
- ホームプラス佳佐店
- 石南2治安センター

## 歴史
- 2015年10月5日：駅名が西部女性会館駅に確定[1]。
- 2016年7月30日：2号線開通と同時に営業開始[2]。

## 隣の駅
仁川交通公社（仁川都市鉄道）
●2号線
石南駅 (I213) - 西部女性会館駅 (I214) - 仁川佳佐駅 (I215)